# Crocallis obviaria
Crocallis obviaria là một loài bướm đêm trong họ Geometridae.